# Campodorus caligatus
Campodorus caligatus là một loài tò vò trong họ Ichneumonidae.